# پهن‌برگان
پهن‌برگان به درختانی گفته می‌شود که برگ‌هایی پهن دارند و در درون میوه خود دانه تولید می‌کنند. به‌طور کل در این گونه از دسته‌بندی دو نوع درخت وجود دارد: پهن‌برگ و سوزنی‌برگ. سوزنی‌برگان درختانی هستند که برگ‌هایی سوزنی دارند و دانه‌های آن‌ها درون مخروط‌هایی چوبی قرار دارد. بیشتر درختان برگ‌ریز پهن‌برگند اما برخی نیز مانند سیاه‌کاج سوزنی‌برگ هستند. چوب پهن‌برگان سخت‌تر و سنگین‌تر از سوزنی‌برگان و دارای رنگ‌ها و نقوش متنوع‌تری نسبت به سوزنی‌برگان است، به همین جهت روکش‌های زیبایی از پهن‌برگان به دست می‌آید.
چوب درختان سوزنی‌برگ سبک و نرم است و بهتر از چوب پهن‌برگ‌ها خشک می‌گردد و دارای مصارف زیادی نظیر کاغذسازی، جعبه‌سازی، خانه‌سازی، هواپیماسازی و … است. به این خاطر درختان پهن‌برگ و سوزنی‌برگ به ترتیب به درختان سخت‌چوب و نرم‌چوب نیز معروف‌اند. گاه نیز به درختان پهن‌برگ و سوزنی‌برگ به ترتیب درختان خزان‌کننده و همیشه‌سبز گفته می‌شود به طوری که اکثر درختان پهن برگ در پاییز و زمستان خزان شده و برگ‌هایشان می‌ریزد. بیشتر درختان سوزنی برگ نیز در تمام فصول سال سبز هستند (ریزش برگ‌هایشان به تدریج صورت می‌گیرد و در تمام سال سبز به نظر می‌رسند) ولی در این موارد نیز استثنا وجود دارد، چنانچه درخت شمشاد که پهن برگ است همیشه‌سبز می‌باشد. درختان پهن برگ ایران می‌توان به راش، گردو، ملج، افرا، نمدار، ممرز، زبان گنجشک، بلندمازو، آواجا، آزاد، اقاقیا، توت، توسکا، تبریزی، انجیلی و شمشاد اشاره نمود.

## نگارخانه

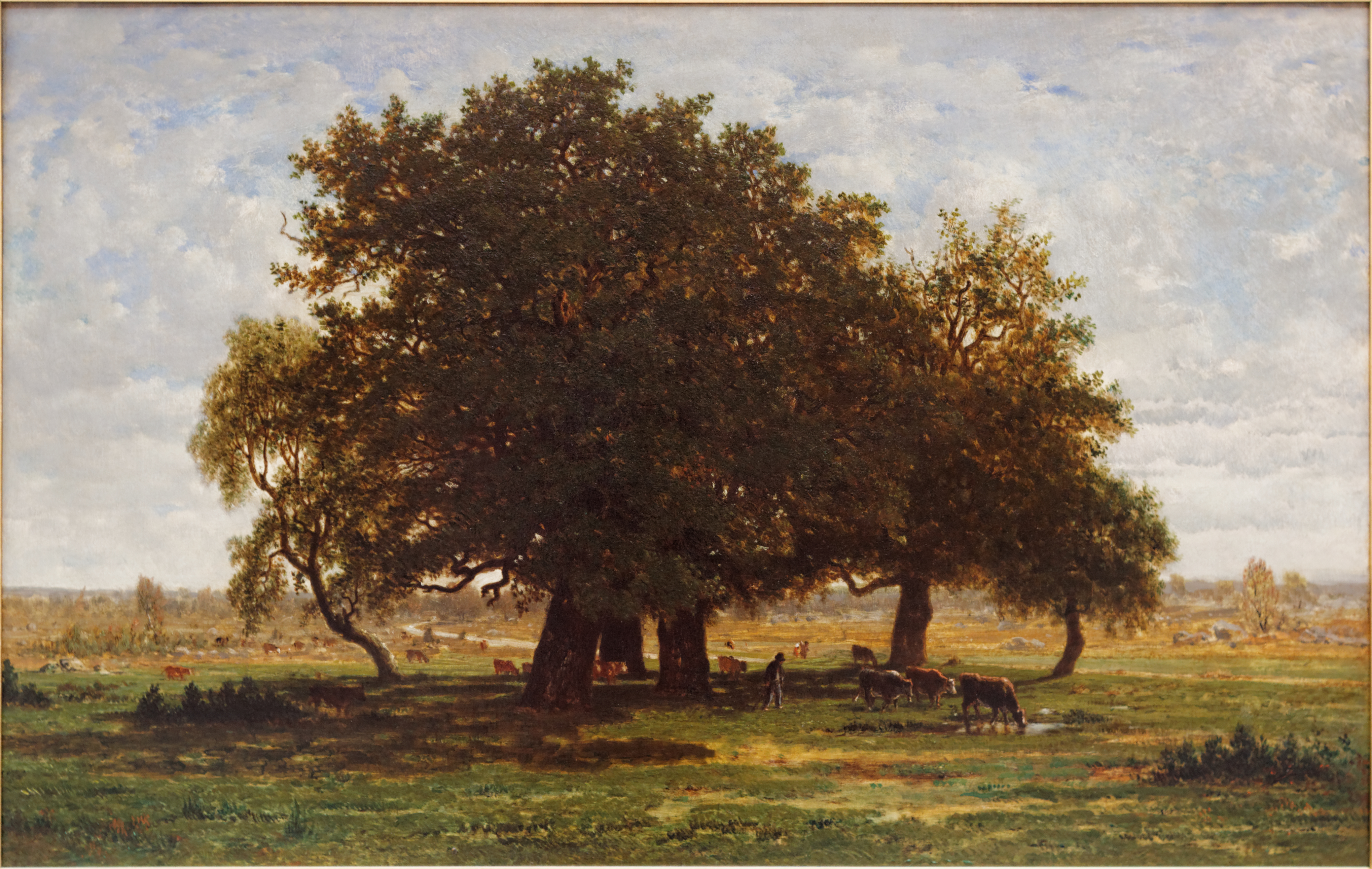
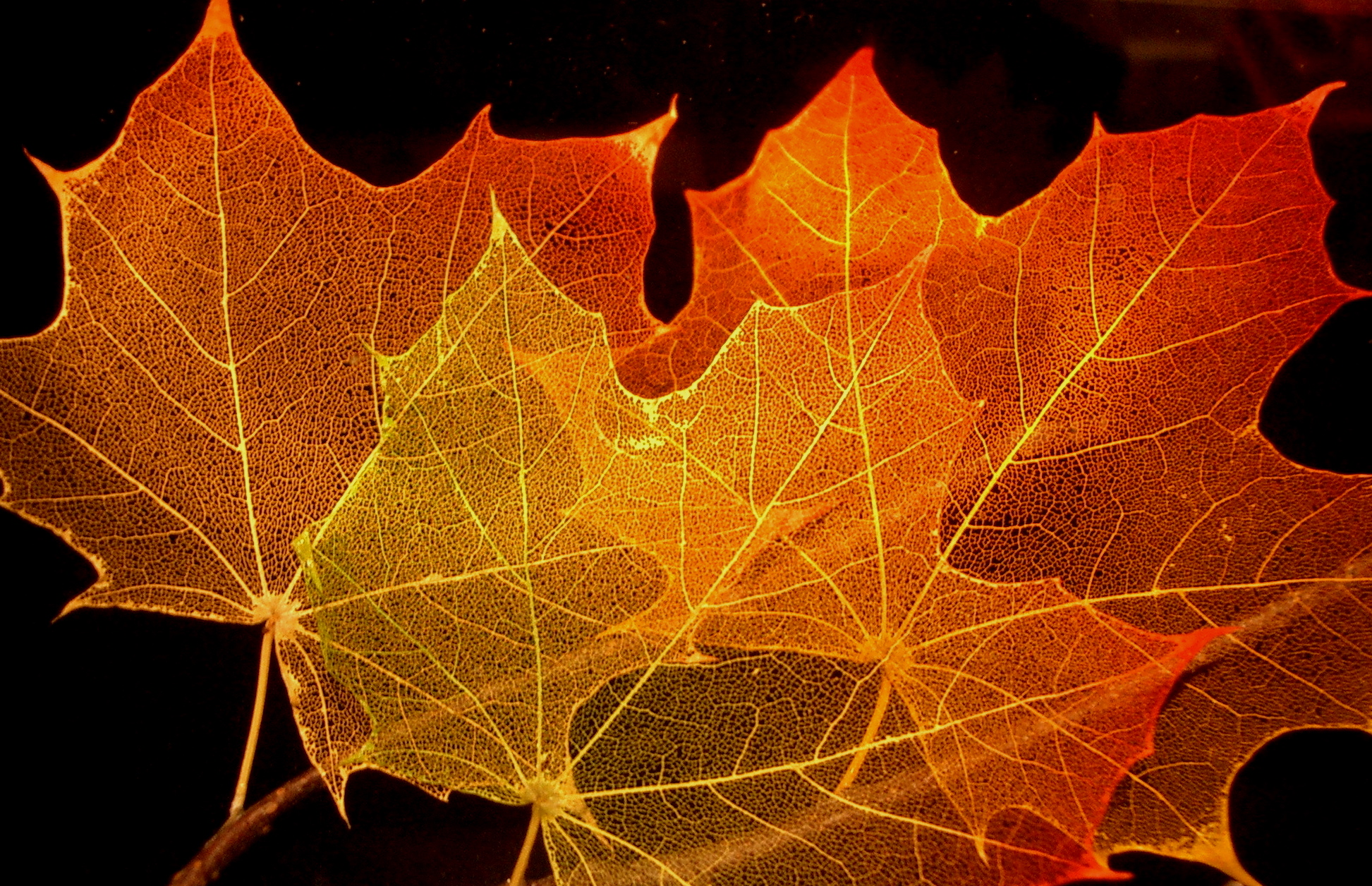
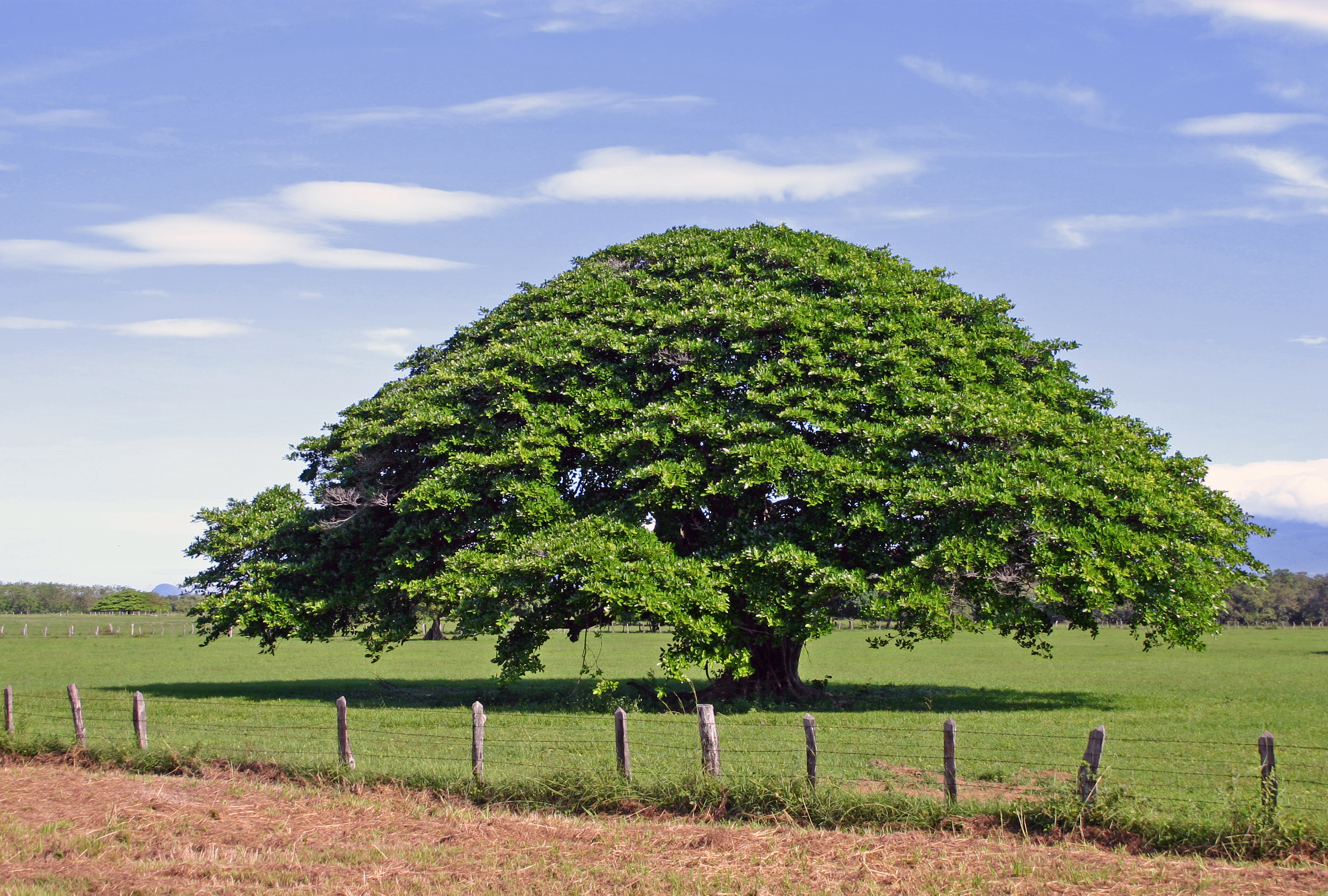